# Yellow River (Kankakee River)
Der Yellow River ist ein linker Nebenfluss des Kankakee River im US-Bundesstaat Indiana. Er hat eine Länge von etwa 160 km und entwässert ein Areal von ca. 1140 km². Der mittlere Abfluss bei Knox, 18 km oberhalb der Mündung, beträgt 11,8 m³/s.

## Verlauf
Der Yellow River entspringt 5 km nördlich von Bremen im St. Joseph County im Norden von Indiana. Er fließt anfangs knapp 20 km in südlicher Richtung und passiert den westlichen Stadtrand von Bremen. Anschließend wendet sich der Yellow River nach Westen. Er durchfließt die Kleinstadt Plymouth und fließt erneut ein kurzes Stück nach Süden, bevor er sich wieder nach Westen wendet. Knapp 20 km vor seiner Mündung in den Kankakee River passiert der Fluss den nördlichen Stadtrand von Knox. Die letzten 17 Kilometer bis zur Mündung ist der Fluss kanalisiert.

## Natur und Umwelt
Der 8,5 km lange Flussabschnitt zwischen der Brücke der Indiana State Road 39 und der Mündung liegen im Schutzgebiet Kankakee Fish & Wildlife Area. Das Gebiet umfasst ein Sumpfgebiet mit Auenwäldern und Feldern, die bei Hochwasser gewöhnlich überflutet werden.